# Station Eaglescliffe
Eaglescliffe is een spoorwegstation van National Rail in Eaglescliffe, Stockton-on-Tees in Engeland. Het station is eigendom van Network Rail en wordt beheerd door Northern Rail. Het station is geopend in 1853.